# Serans (Orne)
Pour l’article homonyme, voir Serans (Oise).
Serans (ou Sérans) est une ancienne commune française, située dans le département de l'Orne en région Normandie, devenue le 1er janvier 2016 une commune déléguée au sein de la commune nouvelle d'Écouché-les-Vallées.
Elle est peuplée de 201 habitants (les Séranais).

## Géographie
Le bourg de Serans est situé sur la rive droite de l'Orne, en limite sud-est du territoire communal, juste en face d'Écouché, à 10 km d'Argentan et à 22 km de Falaise.
Serans est sur le tracé du sentier de grande randonnée GR 36.
Hameaux : la Bulière, le Bois de Serans.
| Batilly | Montgaroult | Montgaroult |
| Batilly | Serans      | Montgaroult |
| Batilly | Sevrai      | Écouché     |

## Toponymie
Serans est un dérivé de seran, un sobriquet d'origine latine. Peut-être du latin Serancia villa, peut-être du nom germanique Saring, dérivé de seran, un sobriquet d'origine latine.[réf. nécessaire]

## Histoire
Au XVe siècle, le domaine de Mesnil-Glaise relève de la baronnie d'Annebecq.
Serans a donné son nom à une famille noble : les Le Petit de Sérans.
En 1839, le territoire de Mesnil-Glaise, au nord-ouest de Serans, est partagé entre Batilly et Serans. La rive gauche de l'Orne comportant la chapelle et le château fut rattachée à Batilly, la rive droite à Serans.

## Politique et administration
| Période                                  | Période       | Identité          | Étiquette | Qualité              |
| ---------------------------------------- | ------------- | ----------------- | --------- | -------------------- |
| juin 1995                                | mars 2001     | Fernand Louvet    |           |                      |
| mars 2001                                | février 2002  | Bernard Guichard  | SE        | Directeur de société |
| 2002                                     | décembre 2015 | Philippe Léveillé | SE        | Encadrant courrier   |
| Les données manquantes sont à compléter. |               |                   |           |                      |

Le conseil municipal était composé de onze membres dont le maire et deux adjoints.

## Démographie
L'évolution du nombre d'habitants est connue à travers les recensements de la population effectués dans la commune depuis 1793. À partir du 1er janvier 2009, les populations légales des communes sont publiées annuellement dans le cadre d'un recensement qui repose désormais sur une collecte d'information annuelle, concernant successivement tous les territoires communaux au cours d'une période de cinq ans. 
Pour les communes de moins de 10 000 habitants, une enquête de recensement portant sur toute la population est réalisée tous les cinq ans, les populations légales des années intermédiaires étant quant à elles estimées par interpolation ou extrapolation. Pour la commune, le premier recensement exhaustif entrant dans le cadre du nouveau dispositif a été réalisé en 2008,.
En 2021, la commune comptait 201 habitants, en évolution de −0,5 % par rapport à 2015 (Orne : −1,53 %, France hors Mayotte : +2,49 %).
Serans a compté jusqu'à 344 habitants en 1846.
| 1793 | 1800 | 1806 | 1821 | 1836 | 1841 | 1846 | 1851 | 1856 |
| ---- | ---- | ---- | ---- | ---- | ---- | ---- | ---- | ---- |
| 190  | 181  | 237  | 246  | 232  | 340  | 344  | 339  | 340  |

| 1861 | 1866 | 1872 | 1876 | 1881 | 1886 | 1891 | 1896 | 1901 |
| ---- | ---- | ---- | ---- | ---- | ---- | ---- | ---- | ---- |
| 304  | 317  | 284  | 282  | 290  | 300  | 292  | 270  | 240  |

| 1906 | 1911 | 1921 | 1926 | 1931 | 1936 | 1946 | 1954 | 1962 |
| ---- | ---- | ---- | ---- | ---- | ---- | ---- | ---- | ---- |
| 223  | 226  | 222  | 224  | 222  | 176  | 194  | 205  | 197  |

| 1968 | 1975 | 1982 | 1990 | 1999 | 2008 | 2013 | 2018 | 2020 |
| ---- | ---- | ---- | ---- | ---- | ---- | ---- | ---- | ---- |
| 201  | 170  | 160  | 208  | 216  | 213  | 204  | 199  | 201  |

## Économie
- Fromagerie industrielle Lavalou aux Douits, à Mesnil-Glaise, au bord de l'Orne, fermée en 1972, qui produisait du camembert. Les bâtiments existent toujours, mais ils sont abandonnés. Ils appartiennent désormais au haras de Serans, abandonné lui aussi.

## Lieux et monuments
- Église Saint-Sulpice du XVe siècle. Elle abrite plusieurs œuvres classées à titre d'objet aux Monuments historiques[11]
- Château du XVIIe siècle. Expositions (atelier Balias).
- Fromagerie industrielle à Mesnil-Glaise, fermée en 1972. Ancienne économie de Serans.

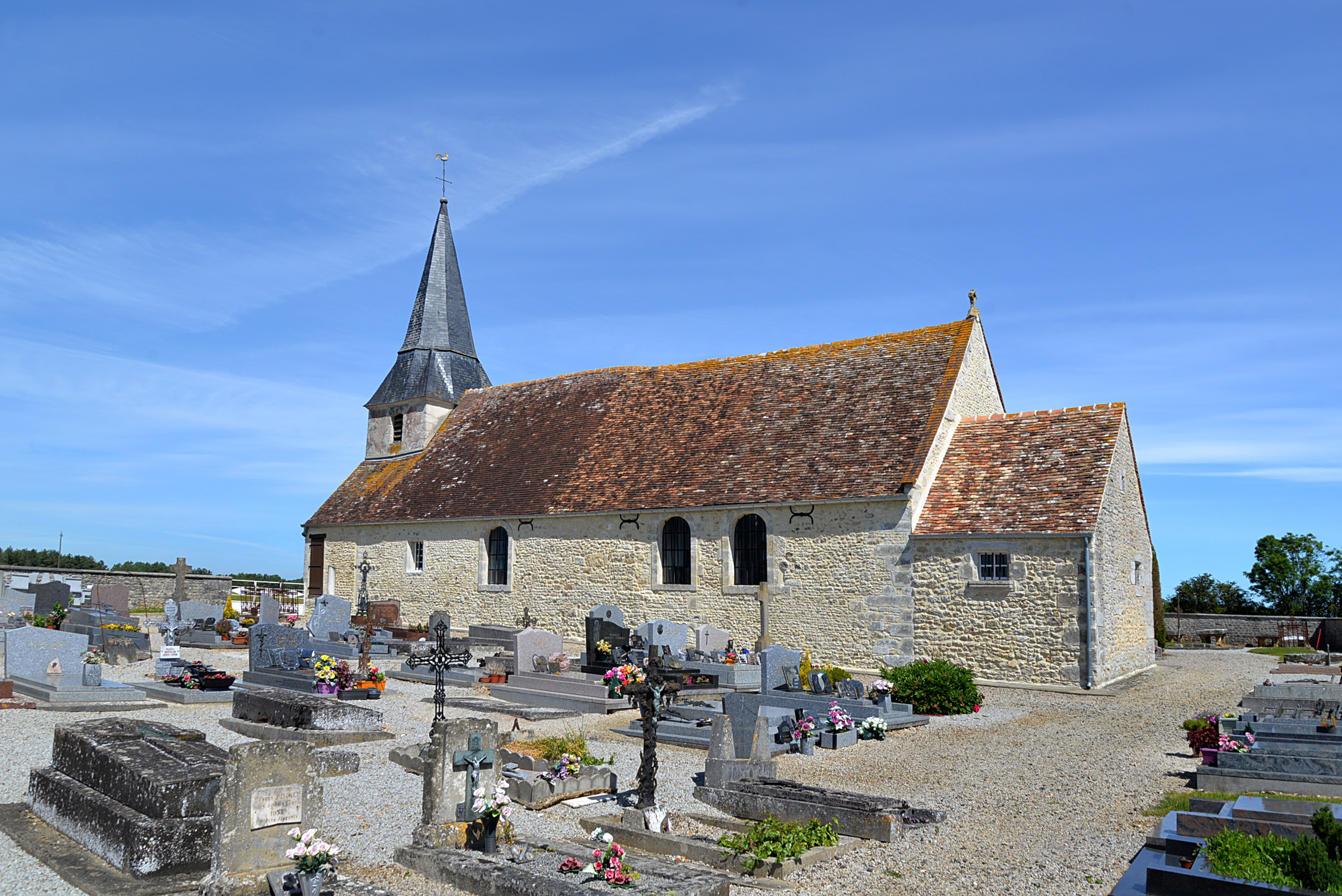
L’église Saint-Sulpice.
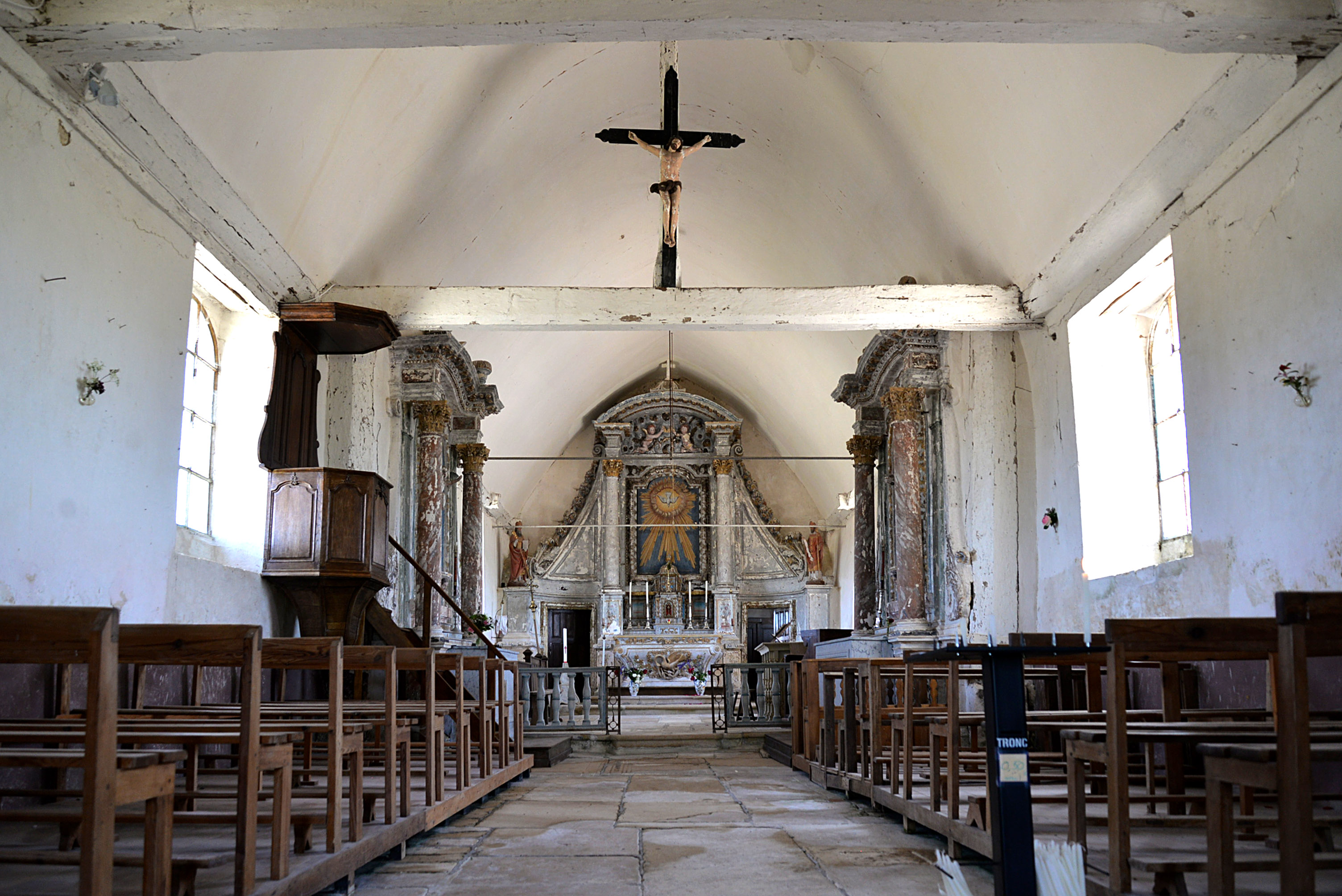
La nef de l’église Saint-Sulpice.
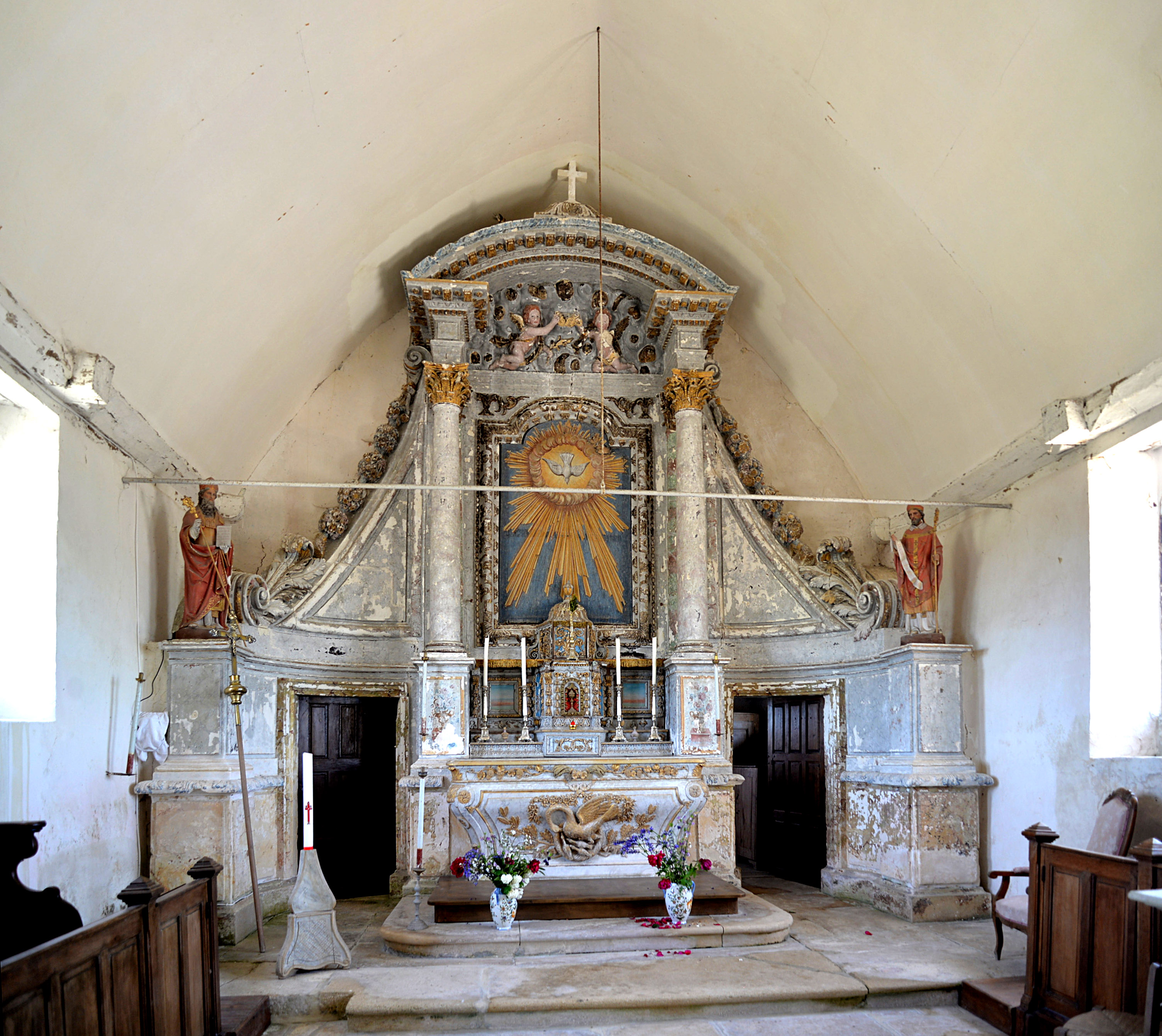
Le maître-retable de l'église Saint-Sulpice.
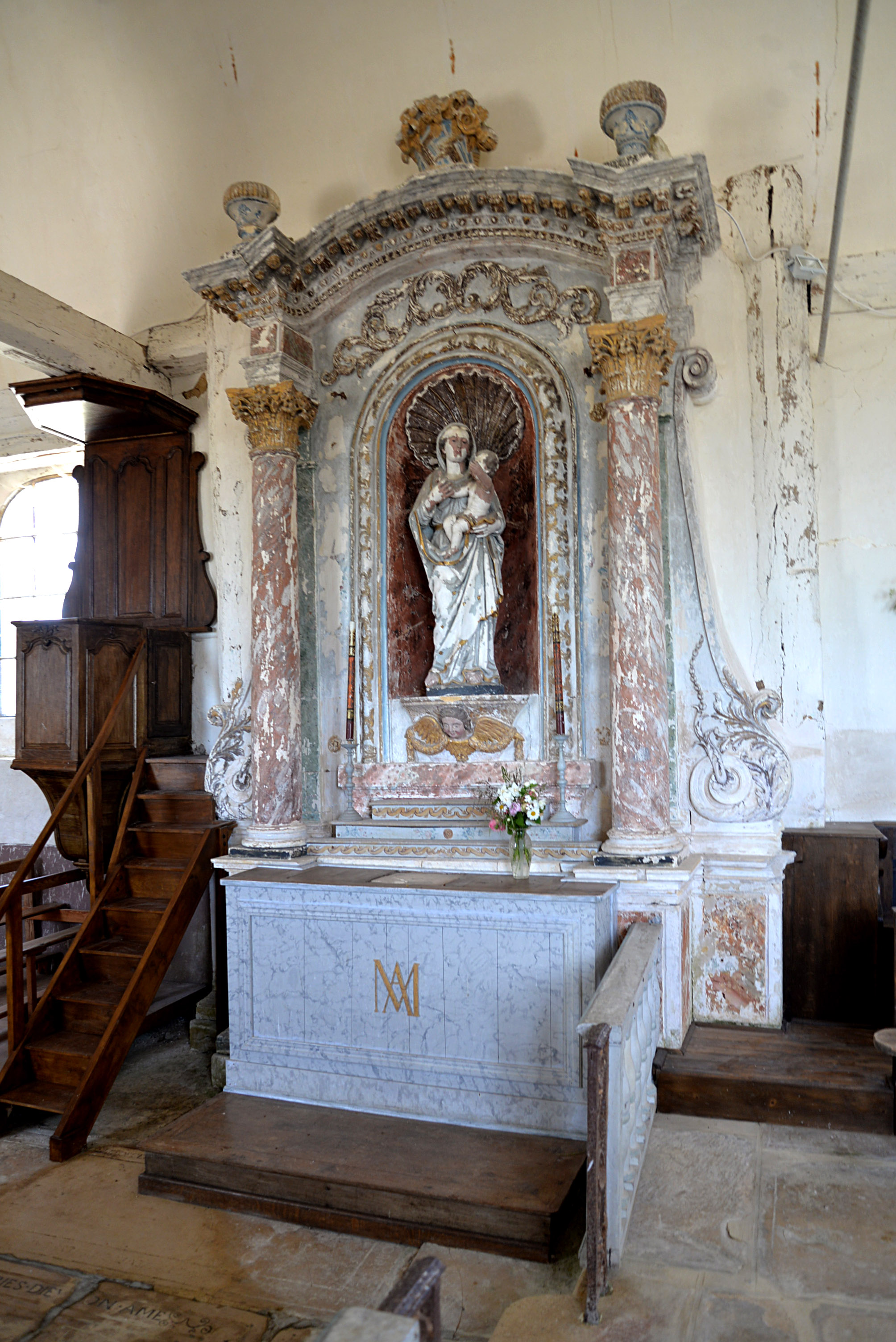
L’autel et retable nord (Statue de la Vierge) de l'église Saint-Sulpice.
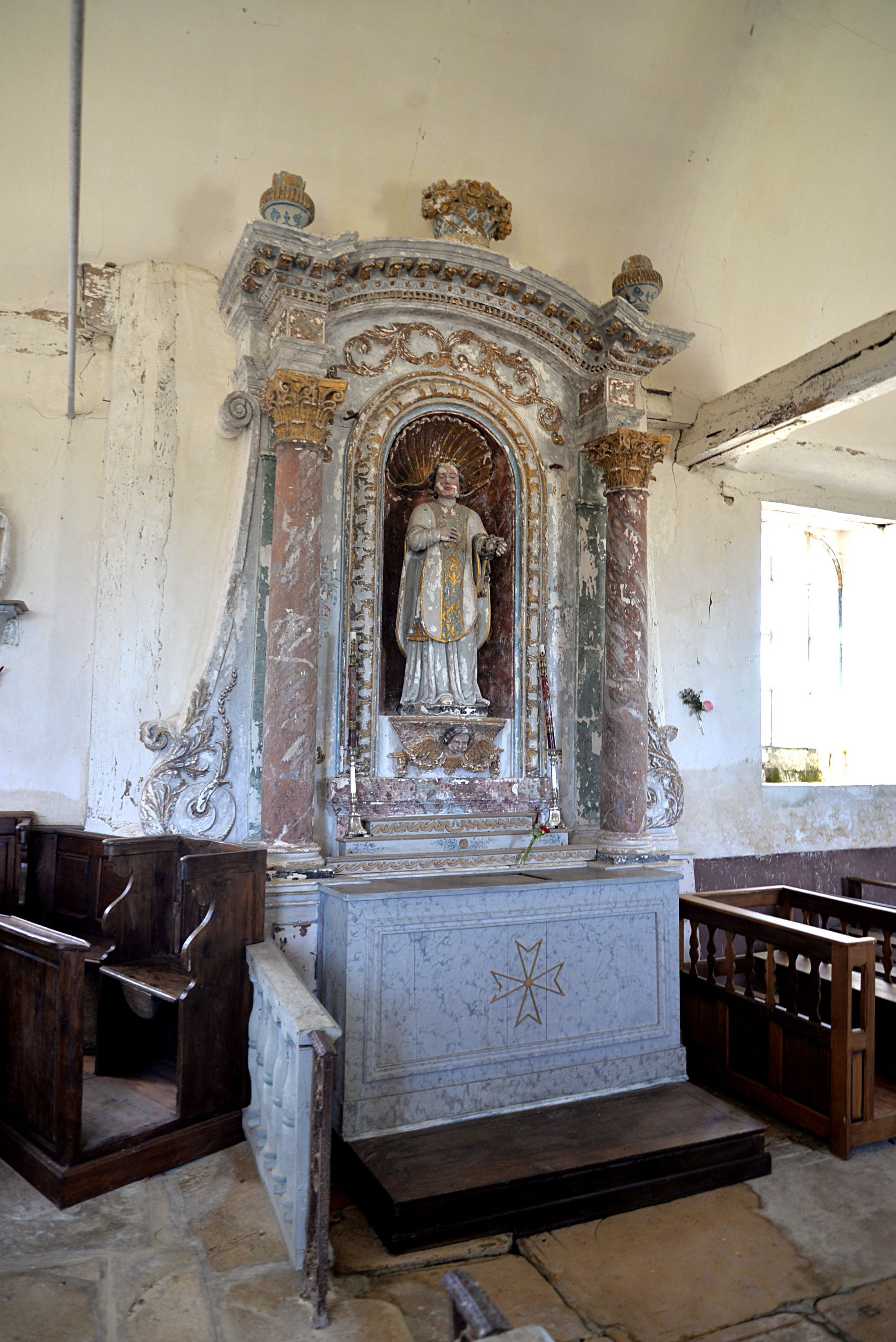
L’autel et retable sud (Statue de Saint-Sulpice) de l'église Saint-Sulpice.
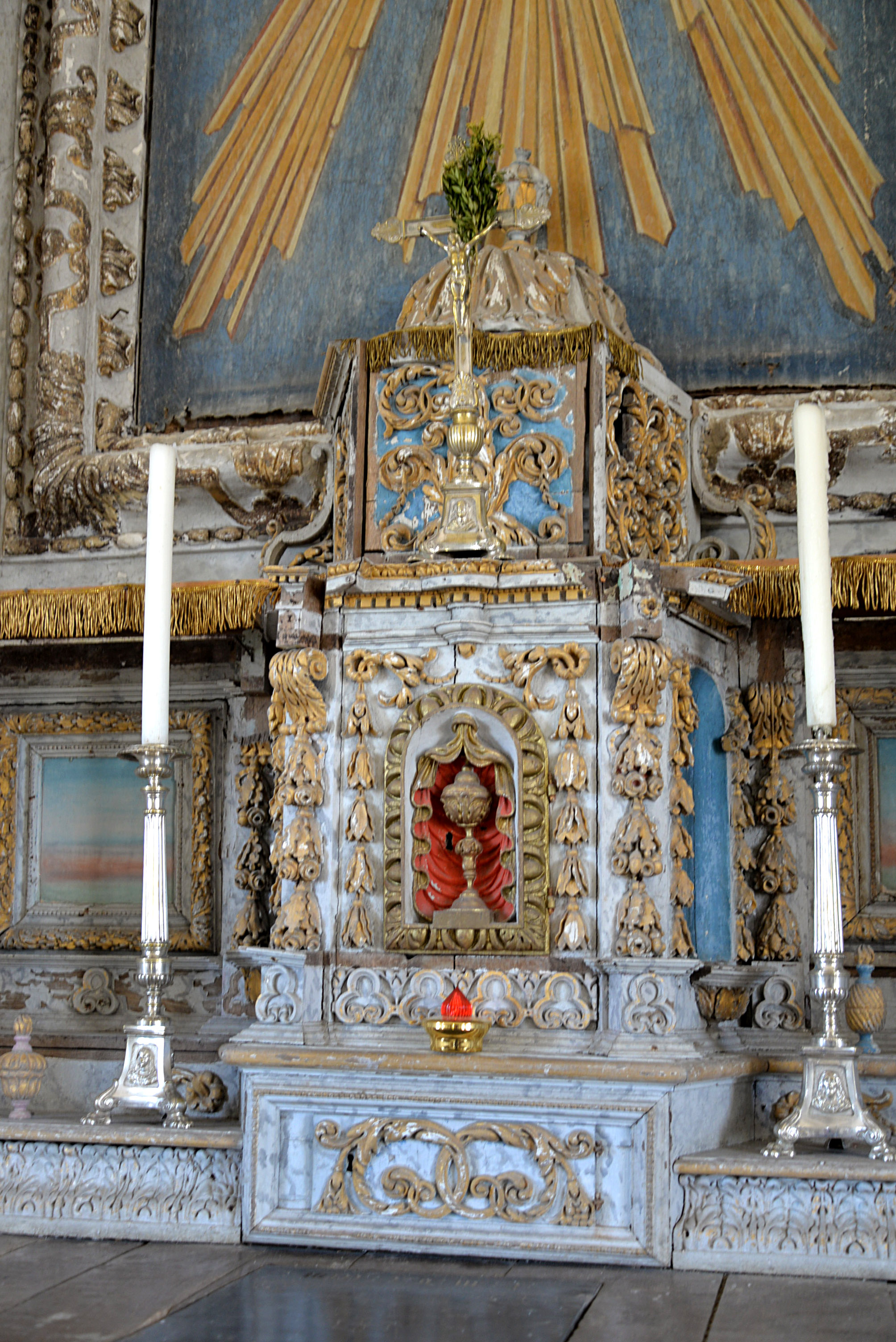
Le tabernacle du maître autel de l'église Saint-Sulpice.

## Activité et manifestations
- Festival d'Art Plastique en juin, au château.
- Grand Événement Art Plastique en été, au château.